# Az Ardwick AFC 1890–1891-es szezonja
Az Ardwick AFC 1890–1891-es szezonja volt az első szezon, amikor a csapat részt vett az országos labdarúgó versenyeken. Az FA-kupába 1890 októberében csatlakozott, első mérkőzését fölényesen 12–0-ra nyerte a Liverpool Stanley ellen.

## Mez
|  |

## FA-kupa
1. selejtezőkör
| 1890. október 4. |

| Ardwick                                                | 12–0 | Liverpool Stanley |
| ------------------------------------------------------ | ---- | ----------------- |
| David Weir McWhinnie Hodgetts Campbell Rushton Whittle |      |                   |

| Hyde Road, Manchester Nézőszám: 4 000 |

2. selejtezőkör
| 1890. október 22. |

| Ardwick | Törölve | Halliwell |
| ------- | ------- | --------- |
|         |         |           |

|  |

## Játékosok
| Poz. | Név             | FA-kupa  | FA-kupa |
| Poz. | Név             | Fellépés | Gól     |
| ---- | --------------- | -------- | ------- |
| K    | William Douglas | 1        | 0       |
| CS   | David Weir      | 1        | 3       |
| --   | Campbell        | 1        | 2       |
| --   | Haydock         | 1        | 0       |
| --   | Hodgetts        | 1        | 2       |
| --   | McWhinnie       | 1        | 2       |
| --   | John Milne      | 1        | 0       |
| --   | David Robson    | 1        | 0       |
| --   | Rushton         | 1        | 2       |
| --   | Simon           | 1        | 0       |
| --   | Danny Whittle   | 1        | 1       |

### Gólszerzők

#### FA-kupa
| Név           | Gól |
| ------------- | --- |
| David Weir    | 3   |
| Campbell      | 2   |
| Hodgetts      | 2   |
| McWhinnie     | 2   |
| Rushton       | 2   |
| Danny Whittle | 1   |

## Fordítás
Ez a szócikk részben vagy egészben  a(z)   1890–91 Ardwick A.F.C. season című angol Wikipédia-szócikk fordításán alapul.  Az eredeti cikk szerkesztőit annak laptörténete sorolja fel. Ez a jelzés csupán a megfogalmazás eredetét és a szerzői jogokat jelzi, nem szolgál a cikkben szereplő információk forrásmegjelöléseként.